# Hecatostemon completus
Hecatostemon completus är en videväxtart som först beskrevs av Nikolaus Joseph von Jacquin, och fick sitt nu gällande namn av Herman Otto Sleumer. Hecatostemon completus ingår i släktet Hecatostemon och familjen videväxter. Inga underarter finns listade i Catalogue of Life.